# Мястко (Великопольське воєводство)
Мястко (пол. Miastko) — село в Польщі, у гміні Вієво Лещинського повіту Великопольського воєводства.
Населення — 119 осіб (2011).
У 1975-1998 роках село належало до Лешненського воєводства.

## Демографія
Демографічна структура станом на 31 березня 2011 року:
|          | Загалом | Допрацездатний вік | Працездатний вік | Постпрацездатний вік |
| -------- | ------- | ------------------ | ---------------- | -------------------- |
| Чоловіки | 61      | 18                 | 38               | 5                    |
| Жінки    | 58      | 13                 | 33               | 12                   |
| Разом    | 119     | 31                 | 71               | 17                   |